# جيكيو جي آي ستيبل
جيكيو جي آي ستيبل (باليابانية: 実況GIステイブル) (وتعرف ايضًا بـ جيكيو جي1 ستيبل) وهي لعبة فيديو سباق الأحصنة الوحيدة لنظام نينتندو 64، وصدرت فقط في اليابان عام 1999.